# فرودگاه صحرایی دنیلز
فرودگاه صحرایی دنیلز (به انگلیسی: Daniels Field) یک فرودگاه خصوصی است که یک باند فرود چمن و شن دارد و طول باند آن ۹۱۴ متر است. این فرودگاه در شهر هرریسبورگ، اورگن کشور ایالات متحده آمریکا قرار دارد و در ارتفاع ۹۷ متری از سطح دریا واقع شده‌است.